# Leave Me Alone
Leave Me Alone is de achtste single afkomstig van het album Bad van de zanger Michael Jackson uit 1987. Het nummer verscheen alleen op de cd-versies van het album en werd niet uitgebracht als single in de Verenigde Staten. Het nummer kwam ook voor in Michael Jacksons film Moonwalker uit 1988. Op 13 februari 1989 werd het nummer wereldwijd op single uitgebracht. In april 2006 werd het nummer in het Verenigd Koninkrijk, Ierland, Frankrijk, Italië en Spanje heruitgebracht op single en wegens het overlijden van Jackson in juni 2009 in juli heruitgebracht in Nederland en het Verenigd Koninkrijk.

## Achtergrond
De single werd in 1989 wereldwijd een radiohit en bereikte in het Verenigd Koninkrijk de 2e positie in de UK Singles Chart. In Ierland en Griekenland werd zelfs de nummer 1-positie behaald. In Australië werd de 37e positie bereikt, Nieuw-Zeeland de 9e, Finland de 3e, Zweden de 19e, Duitsland de 16e en in de Eurochart Hot 100 de 7e positie.
In Nederland werd de plaat begin 1989 veel gedraaid op Radio 3 en werd een radiohit in de destijds twee hitlijsten op de nationale publieke popzender. De plaat bereikte de 6e positie in de Nederlandse Top 40 en piekte op de 5e positie in de Nationale Hitparade Top 100.
In België bereikte de plaat de  3e positie in de voorloper van de Vlaamse Ultratop 50 en piekte op de 2e positie in de Vlaamse Radio 2 Top 30. In Wallonië werd géén notering behaald.

## Videoclip
De videoclip van het nummer won de Grammy Award voor "Best Short Form Music Video" in 1990. Die clip was ook te zien in de film Moonwalker. De clip is een verzameling van beelden gebaseerd op Michael Jacksons succesvolle carrière sinds zijn album Thriller uit 1982. In het nummer wordt ook verwezen naar zijn bijnaam Wacko Jacko, aan hem gegeven door de pers. In de videoclip danst Jackson met botten van de Elephant Man, wat verwijst naar het gerucht dat Michael Jackson de botten wilde kopen. In Nederland werd de videoclip destijds op televisie (Nederland 2) uitgezonden door Veronica in de tv-versie van de Nederlandse Top 40 en het popprogramma Countdown en door de TROS in het popprogramma Popformule.

## NPO Radio 2 Top 2000
Leave Me Alone stond alleen in 2009 in de NPO Radio 2 Top 2000, op plek 1655.

## Tracklijst
7" vinylsingle:
- Leave Me Alone – 4:40
- Human Nature – 4:05

12" vinylsingle en cd-single:
- Leave Me Alone – 4:40
- Human Nature – 4:05
- Don't Stop 'Til You Get Enough – 6:04